# Parlamentul Spaniei
Parlamentul Spaniei (spaniolă Cortes Generales) este organ reprezentativ suprem al poporului spaniol și unica autoritate legiuitoare a Spaniei. Parlamentul este bicameral, fiind alcătuit din Senat și Congresul Deputaților.

## Istoric

### Primul Parlament Republican (1873–1874)
Când monarhia a fost abolită în 1873, Regele Spaniei a fost trimis în exil. Senatul a fost abolit deoarece avea o natură monarhică. Republica a fost proclamată, astfel că Congresul Deputaților a început să scrie o constituție care definea Spania ca republică federală. Oricum, datorită mai multor probleme Spania nu a fost nevoită să fie republică; după câteva crize a venit colapsul și monarhia a fost restaurată în 1874.

### Restaurarea Parlamentului (1874–1930)
Regimul de după Prima Republică este numit „restaurarea”. Inițial a fost o monarhie constituțională, dar monarhul avea niște puteri de rezervă precum alegerea și demiterea premierului sau alegeri senatorilor pentru noul guvern.
Imediat după Revoluția bolșevică  din 1917, partidele politice din Spania, printre care și Partidul Comunist Spaniol și  Partidul Socialist Muncitoresc Spaniol a acuzat guvernul de presupusă fraudă electorală. Între timp, violențe sistate cu moarte liderilor din ambele părți. Astfel, regimul a intrat într-o criză generală cu măsuri extreme de la care s-a ajuns la un dictatorat ăntre anii 1921 și 1930, timp în care senatul a fost abolit din nou.

### Al Doilea Parlament Republican (1931–1939)
Dictatoratul, condus acum de Amiralul Aznar-Cabañas, alegeri locale. Rezultate arătau o mare majoritate pentru monarhie, dar totuși multe provincii importante susțineau puternic republicanii. Acestea au fost interpretate ca o victorie, datele din mediul rural avea iregularități, iar cele din mediul urban având o influență mai mare. Regele a părăsit Spania, și republica a fost declarată pe 14 aprilie 1931.
A doua republică spaniolă a fost o republică prezidențială, cu un parlament unicameral și un președinte atât șef al statului cât și al executivului. El putea alege și demite prim-ministrul fără să consulte parlamentul, dar totodată și să dizolve parlamentul și să ceara noi alegeri. Liderul monarhist Niceto Alcalá Zamora a fost ales preșdinte și liderul de centru-stânga, Manuel Azaña, a fost ales prim-ministru. Alegerile generale din 1931 au acordat o majoritate în parlement coaliție dintre partidul lui  Azaña și PSOE. Pentru a doua oară în istoria Spaniei, unor regiuni le-au fost acordate guverne autonome în ciuda fapstului că Spania era un stat unitar.
Următoarele alegeri au avut loc în 1933 și au fost câștigate de Partidul Radical și CEDA. Inițial,doar Partidu Radical a intrat în guvern, cu suportul celor de la CEDA. Oricum, din cauza unor scandaluri de corupție Partidul Radical și CEDA au intrat în guvern abia în 1934. Extrema stânga din guvernul din Catalonia, s-a împotrivit guvernului central, refuzându-i autoritatea. Asta a provocat dizolvarea Generalitat de Catalunya și intrarea lor în închisoare. Minoritatea stângă din parlament l-au presat pe Alcalá Zamora pentru dizolvare, argumentând că acestea erau consecințee respingerii guvernului de extremă dreaptă. Președintele, un fost ministru monarhist autoritar de dreapta, a dizovat parlamentul.
Următoarele alegeri au avut loc în 1936. Au fost contestate de toate partidele : Frontul Popular (de stânga), Frontul Național (de extremă dreapta) și Coaliția de Centru. În final, Frontul Popular a câștigat cu un mic avantaj peste Frontul Național, dar a atins o majoritate solidă în ciuda noului sistem electoral introdus de CEDA. Noul parlament l-a dat jos pe Alcalá-Zamora și l-a instalat pe Manuel Azaña. În această perioadă societatea civilă a fost mai evidentă chiar decât parlamentul însuși. Politică slabă și climatul social au creat confruntări stânga-dreapta și au apărut mai multe rebeliuni. În 1936, armata nu a reușit să îi oprească, astfel că totul a degenerat în Războiul Civil Spaniol, punând sfârșit celei de-a doua republici.

### Spania franchistă (1939–1978)
Luându-ne după cuvintele, intenția lui Francisco Franco era de a înlocui sistemul politic instabil cu o "democrație organică", unde oamenii puteau participa direct în politica națională fără să existe partide.
În timpul perioadei 1939-1942, legislatura Spaniei a funcționat fără constituție cu 100 de membri ai Consiliului Național  (similar cu biroul politic din URSS) înlocuind Ansamblul General. Legea organică din 1942 a format efectiv o dictatură de facto, formând parlamentul unicameral, format din peste 400 de membri. Membri parlamentului nu erau aleși de către popor și aveau doar putere simbolică. În caz de "alternanțe serioas" către constituție, aveau aveau loc referendumuri unde numai capii famililor aveau voie să voteze. Consilile locale erau alese prin aceleași proceduri.

### Parlamentul astăzi (Constituția din 1978)

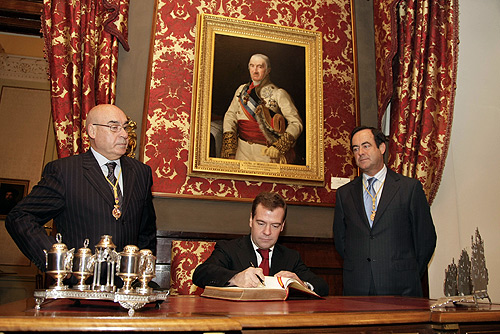
Președintele Rusiei, Dmitri Medvedev, în vizită la Parlamentul Spaniei, în Madrid pe 3 martie 2009.

Parlamentul Spaniei este bicameral, compus din camera inferioară (Congresul Deputaților, Congreso de los Diputados) și camera superioară (Senatul, Senado). Deși acestea împart puterea legislativă a Spaniei, Congresul Deputaților poate întoarce o decizie a Senatului, în caz că are majoritate.
Congresul este compus din 350 de deputați (deși asta s-ar putea schimba în viitor, constituția cerând un maxim de 400 și un minim de 300) aleși direct prin vot universal la fiecare patru ani.
Senatul este ales pe o parte direct (patru senatori per province ca regulă generală) și pe celealțtă parte ales de către ansamblurile legislative ale comunităților autonome, unul pentru fiecare comunitate și încă unul pentru fiecare milionde locuitori în acel teritoriu. Deși senatul a fost numit cameră superioară teritorială, partidele naționale și Partidul Socialist Muncitoresc Spaniol nu îl consideră astfel fiindcă 208 din cei 266 de membri sunt aleși prin vot popular și doar 58 revrezintă legislaturile autonome. Au existat propuneri de modificare al acestia timp de zece ani până în noiembrie 2007. Una dintre aceste propuneri era trecerea la un grad mai mare de federalism și formarea senatului ca reprezentant al comunităților autonome.